# Група 7 періодичної системи елементів
| H  |    |    |    |    |    |    |    |    |    |    |    |     |     |     |     |     | He  |  |
| Li | Be |    |    |    |    |    |    |    |    |    |    | B   | C   | N   | O   | F   | Ne  |  |
| Na | Mg |    |    |    |    |    |    |    |    |    |    | Al  | Si  | P   | S   | Cl  | Ar  |  |
| K  | Ca | Sc | Ti | V  | Cr | Mn | Fe | Co | Ni | Cu | Zn | Ga  | Ge  | As  | Se  | Br  | Kr  |  |
| Rb | Sr | Y  | Zr | Nb | Mo | Tc | Ru | Rh | Pd | Ag | Cd | In  | Sn  | Sb  | Te  | I   | Xe  |  |
| Cs | Ba | *  | Hf | Ta | W  | Re | Os | Ir | Pt | Au | Hg | Tl  | Pb  | Bi  | Po  | At  | Rn  |  |
| Fr | Ra | ** | Rf | Db | Sg | Bh | Hs | Mt | Ds | Rg | Cn | Uut | Uuq | Uup | Uuh | Uus | Uuo |  |
| -- | -- | -- | -- | -- | -- | -- | -- | -- | -- | -- | -- | --- | --- | --- | --- | --- | --- |  |
|    |    |    |    |    |    |    |    |    |    |    |    |     |     |     |     |     |     |  |
|    |    | *  | La | Ce | Pr | Nd | Pm | Sm | Eu | Gd | Tb | Dy  | Ho  | Er  | Tm  | Yb  | Lu  |  |
|    |    | ** | Ac | Th | Pa | U  | Np | Pu | Am | Cm | Bk | Cf  | Es  | Fm  | Md  | No  | Lr  |  |

| Група 7 періодичної таблиці |

Група 7 періодичної системи елементів — група таблиці елементів, до якої належать Манган, Технецій, Реній та Борій. За старою класифікацією, що використовує коротку форму періодичної таблиці, групу 7 називали підгрупою мангану (побічною підгрупою сьомої групи). Всі елементи групи є перехідними металами.
Перші три елементи групи зустрічаються в природі й мають схожі властивості, їхні прості речовини — тугоплавкі метали, сріблясто-сірі на вигляд. Борій у природі не зустрічається. Він був синтезований у лабораторіях і не має стійких ізотопів.

## Хімічні властивості
Більшість елементів групи мають 2 s-електрони і 5 d-електронів на зовнішніх оболонках. Хімічні властивості елементів групи визначаються цими 7 електронами. Структура електронних оболонок елементів групи підсумована в таблиці.
| Z   | Елемент  | Кількість електронів на оболонці |
| --- | -------- | -------------------------------- |
| 25  | Манган   | 2, 8, 13, 2                      |
| 43  | Технецій | 2, 8, 18, 13, 2                  |
| 75  | Реній    | 2, 8, 18, 32, 13, 2              |
| 107 | Борій    | 2, 8, 18, 32, 32, 13, 2          |

Із усіх елементів групи найбільш розповсюджений Манган, проста речовина якого, марганець, має важливе промислове значення. Технецій та Реній надзвичайно рідкісні. Манган має біологічну роль, входить до складу деяких ензимів. Людське тіло містить приблизно 10 мг цього мікроелементу.